# Фронтовая авиация

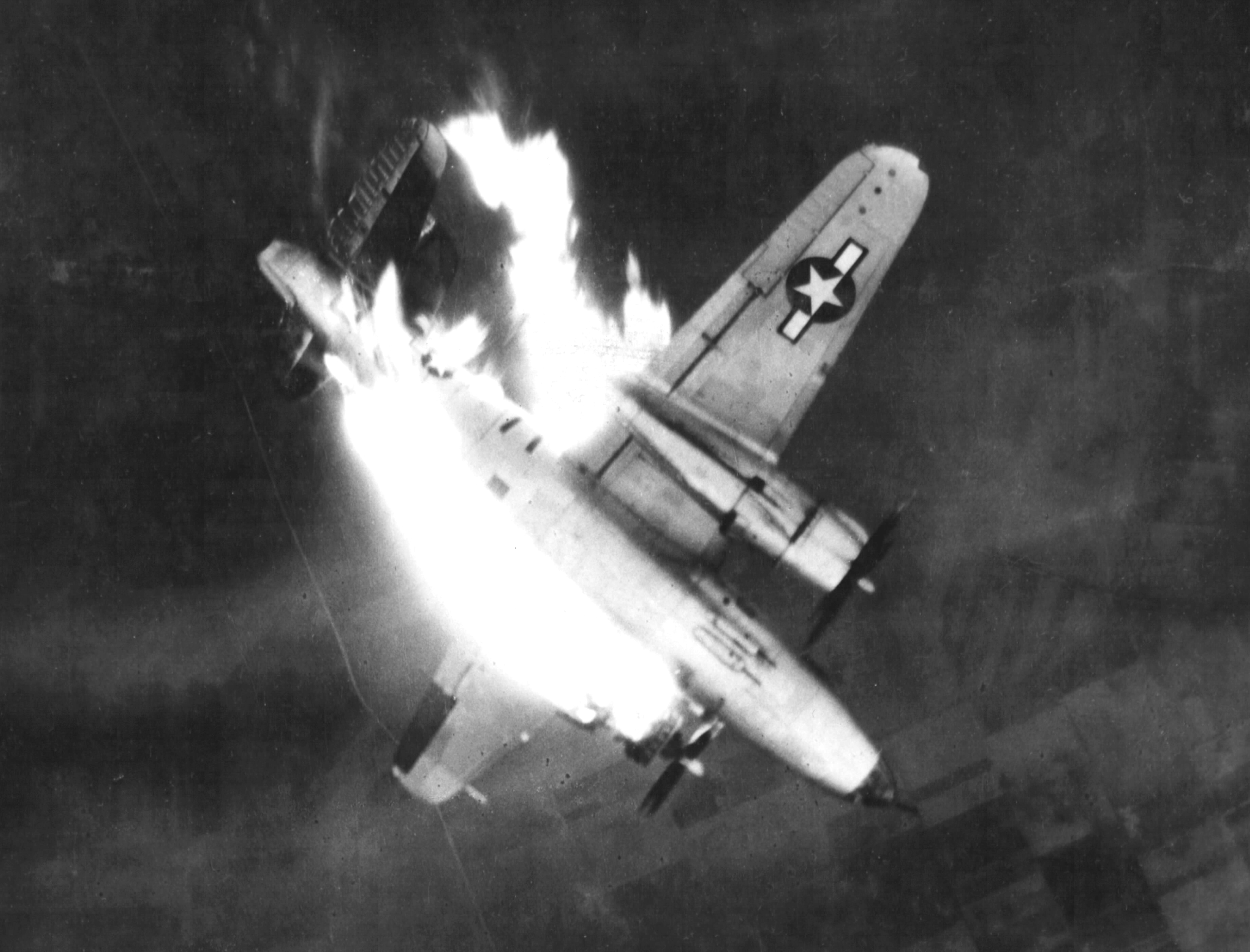
Американский бомбардировщик B-26 «Мародёр» атаковал фронтовой центр связи противника в Эркеленце (Германия), но получил прямое попадание в левый двигатель от немецкой зенитки, загорелся и начал падать.

Фронтовая авиация — составная часть военно-воздушных сил (флота) вооружённых сил какого-либо государства, предназначенный для решения боевых задач в боях и операциях сухопутных войск, военно-воздушных сил и военно-морских сил (флота).
Именуется также — тактическая авиация, либо оперативно-тактическая авиация.

## История
Фронтовая авиация зародилась перед Первой мировой войной (1914—1918 гг.) и получила в её годы опыт боевого применения.
Перед началом Второй мировой войны в ряде государств фронтовая авиация была представлена главным образом подразделениями разведки, истребительной и бомбардировочной авиации.
В послевоенный период фронтовая авиация нашла широкое применение в локальных войнах и конфликтах.
В 70-е годы XX века фронтовая авиация получила дальнейшее развитие, её основу стали составлять вертолёты различного назначения, самолёты и беспилотные летательные аппараты.

## Роды́ ФА
Для выполнения своих целей фронтовая авиация делится на несколько родов авиации:
- бомбардировочную;
- истребительно-бомбардировочную (тактические истребители);
- штурмовую;
- истребительную;
- разведывательную;
- вспомогательную[1] (транспортную и специальную).

## Применение фронтовой авиации
Фронтовая авиация действует в разных условиях погоды и времени суток, перехватывает и уничтожает воздушные цели, прикрывает союзные войска и объекты тыла, оказывает огневую поддержку сухопутным и морским войскам в проводимых ими операциях, отыскивает и уничтожает малоразмерные подвижные цели, а также ведёт воздушную разведку.
Затраты боевых самолёто-вылетов по разным задачам ощутимо разнятся. Так, во время Великой Отечественной войны у советской фронтовой авиации 35 % вылетов пришлось на завоевание господства в воздухе, 46,5 % — на поддержку сухопутных войск, 11 % — на ведение воздушной разведки и 7,5 % — на выполнение других задач.
Современная фронтовая авиация имеет на вооружении сверхзвуковые самолёты, оснащённые различными видами оружия (пушечным, ракетным, бомбардировочным) и оборудованные локационными приборами и средствами связи.

## В культуре
Компьютерные игры жанра «авиасимулятор» (например, War Thunder) часто предлагают игроку управлять машинами фронтовой авиации определённого периода, например, Второй мировой.